# Трейблут, Иван Христофорович
Иван Христофорович фон Трейблут (Иоганн-Каспар-Михаил; 1776—1848) — тайный советник, генерал-майор.

## Биография
Родился 10 (21) октября 1776 года в семье Христофора Георгия фон Трейблута. В службе состоял с декабря 1786 года. С 1808 года — подполковник. Со 2 июня 1808 года до 17 февраля 1811 года был командиром 32-го егерского полка. Георгиевский кавалер с 14 января 1812 года (№ 2390 (1026)). В 1818—1819 годах — полковник; с 3 января 1821 года — генерал-майор. Комендант томского гарнизона.
В 1818 году был среди основателей первой в Сибири масонской ложи «Восточного светила» в Томске, которая проводила заседания в его доме. Досточтимым мастером ложи был вице-губернатор Томска Н. П. Горлов, а в составе её также был Батеньков, Гавриил Степанович.
В 1821 году вследствие ранений покинул военную службу. В 1823 году вернулся на службу; был произведён 10 августа 1823 года в действительные статские советники и возглавлял Дубоссарский, а затем Ковенский таможенные округа.
С 5 мая 1827 до 1 мая 1830 года — Тульский гражданский губернатор; в 1829 году был попечителем тульского Александровского дворянского военного училища. Заботясь о развитии здравоохранения в губернии, он предложил построить городские больницы в Туле и некоторых уездных центрах. Обращал внимание своей администрации на состояние старинных зданий Тулы и необходимость их сохранения. Распорядился оказывать помощь в проведении археологической экспедиции П. М. Строева в губернии. Одновременно по его рекомендации были приведены в порядок губернские и все ведомственные архивы.
По состоянию здоровья около года был в отставке. В 1831—1848 годах — член Совета министра финансов. В 1833 году — председатель комиссии «докончания» собора Воскресения Христа Спасителя, а в 1834—1837 годах — председатель строительной комиссии Министерства финансов. В 1846 году был произведён в тайные советники.
Умер 23 июня (5 июля) 1848 года. Похоронен на Смоленском лютеранском кладбище в Санкт-Петербурге.
Сын — Карл Иванович Максимович-Трейблут (11.11.1827, Тула — 4.02.1891, Санкт-Петербург), ботаник, географ, исследователь Дальнего Востока и Японии, академик Императорской академии наук.

## Награды
- орден Св. Владимира 4-й ст. с бантом
- орден Св. Георгия 4-й ст. (14.01.1812)
- орден Св. Владимира 3-й ст.
- орден Св. Станислава 1-й ст. (1833)
- орден Св. Анны 1-й ст. (1835; императорская корона к ордену — 1838)